# Sell your haunted house
Sell Your Haunted House (en hangul, 대박부동산; romanización revisada, Daebak budong san; literalmente, «Daebak Real Estate») es una serie de televisión surcoreana dirigida por Park Jin-seok para Korean Broadcasting System. Protagonizada por Jang Na-ra, Jung Yong-hwa, Kang Hong-seok y Ahn Gil-kang, la serie sigue a una agente inmobiliaria exorcista y un estafador. Se estrenó en KBS2 el 14 de abril de 2021 y se transmitió los miércoles y jueves a las 21:30 (KST).

## Sinopsis
Hong Ji-ah (Jang Na-ra) es una corredora de bienes raíces, propietaria de Daebak Real Estate y exorcista. Limpia edificios que los fantasmas frecuentan y en los que ha muerto gente. Heredó la capacidad de exorcizar de su madre. Oh In-beom (Jung Yong-hwa) es un estafador que usa fantasmas para ganar dinero. Hong Ji-ah y Oh In-beom se unen para resolver el secreto detrás de la muerte de su madre hace 20 años.

## Elenco

### Personajes principales
- Jang Na-ra como Hong Ji-ah, exorcista y propietaria de Daebak Real Estate.[5]
- Jung Yong-hwa como Oh In-beom, un estafador que gana dinero usando fantasmas.[6]

### Personajes secundarios
- Kang Hong-seok como jefe Heo Ji-cheol.
- Ahn Kil-kang como Do Hak-seong. Presidente de Dohak Construction.[7]
- Kang Mal-geum como la directora adjunta Joo.[8][9]
- Baek Eun-hye como Hong Mi-jin, madre de Hong Ji-ah.[10]
- Heo Dong-won como Kim Tae-jin. Jefe de un club nocturno, un exgánster.
- Park Han-sol como Joo Hwa-jung.[11]

### Otros personajes
- Choi Seung-yoon como Nam Young-do (ep. 1-2).
- Cha Sung-je como un niño que es golpeado por una roca (ep. 3).
- Baek Ji-won como Lee Eun-Hye.
- Baek Hyun-joo como Chang Hwa-mo, dirige el 'Restaurante Changhwa' en Daebak Real Estate.[12]
- Im Ji-kyu como Kim Byung-ho (3-4).

### Apariciones especiales
- Choi Woo-sung como Hyeong-sik (ep. 1-2 y 9).[13][14][15]
- Park Ye-young (ep. 6).[16]
- Lee Jin-hee como la madre de Byul (ep. 8).[17]

## Premios y nominaciones
| Año  | Premio           | Categoría                                 | Nominado(a)   | Resultado | Ref.   |
| ---- | ---------------- | ----------------------------------------- | ------------- | --------- | ------ |
| 2021 | KBS Drama Awards | Top Excellence Award, Actor               | Jung Yong-hwa | Nominado  |        |
| 2021 | KBS Drama Awards | Top Excellence Award, Actress             | Jang Na-ra    | Nominada  |        |
| 2021 | KBS Drama Awards | Excellence Award, Actor in a Miniseries   | Jung Yong-hwa | Ganó      | [ 18 ] |
| 2021 | KBS Drama Awards | Excellence Award, Actress in a Miniseries | Jang Na-ra    | Nominada  |        |
| 2021 | KBS Drama Awards | Best Supporting Actor                     | Ahn Kil-kang  | Nominado  |        |
| 2021 | KBS Drama Awards | Best Supporting Actress                   | Kang Mal-geum | Nominada  | [ 19 ] |

## Producción
El 21 de septiembre de 2020, se informó que Jang Na-ra y Jung Yong-hwa recibieron una propuesta para unirse al elenco y lo estaban considerando de manera positiva. En noviembre, la compañía de producción Monster Union confirmó el drama Daebak Real Estate para la primera mitad de 2021. El 12 de febrero de 2021, se informó que Jang Na-ra y Jung Yong-hwa se estaban preparando para el drama.

### Recepción
A finales de abril del mismo año se anunciaron las 5 mejores series o programas coreanos más vistos en el mes por la audiencia a través del portal Viki, entre ellas: River Where the Moon Rises, Mouse, Kingdom: Legendary War, Freak y Sell Your Haunted House.
El 8 de mayo de 2021, Good Data Corporation compartió su nueva clasificación de los dramas y miembros del elenco que generaron más revuelo durante la semana del 26 de abril al 2 de mayo del mismo año. Las listas se compilaron a partir del análisis de artículos de noticias, publicaciones de blogs, comunidades en línea, videos y publicaciones en redes sociales sobre los dramas que están actualmente al aire o que saldrán al aire próximamente. La serie obtuvo el puesto número quinto en la lista de dramas, mientras que el actor Jung Yong-hwa mantuvo el 10.º. puesto dentro de los diez miembros del elenco más comentados de la semana.
El 16 de mayo de 2021, Good Data Corporation compartió su nueva clasificación de los dramas y miembros del elenco que generaron más revuelo durante la semana del 3 al 9 de mayo del mismo año. Las listas se compilaron a partir del análisis de artículos de noticias, publicaciones de blogs, comunidades en línea, videos y publicaciones en redes sociales sobre los dramas que están actualmente al aire o que saldrán al aire próximamente. La serie obtuvo el puesto número 6 en la lista de dramas, mientras que los actores Jang Na-ra y Jung Yong-hwa ocuparon los puestos 8 y 9 respectivamente dentro de los diez miembros del elenco más comentados de la semana.
El 18 de mayo de 2021, Good Data Corporation compartió su nueva clasificación de los dramas y miembros del elenco que generaron más revuelo durante la semana del 10 al 16 de mayo del mismo año. Las listas se compilaron a partir del análisis de artículos de noticias, publicaciones de blogs, comunidades en línea, videos y publicaciones en redes sociales sobre los dramas que están actualmente al aire o que saldrán al aire próximamente. La serie obtuvo el séptimo puesto en la lista de dramas, mientras que la actriz Jang Na-ra ocupó el 8.º. puesto dentro de los diez miembros del elenco más comentados de la semana.
El 25 de mayo de 2021, Good Data Corporation compartió su nueva clasificación de los dramas y miembros del elenco que generaron más revuelo durante la semana del 17 al 23 de mayo del mismo año. Las listas se compilaron a partir del análisis de artículos de noticias, publicaciones de blogs, comunidades en línea, videos y publicaciones en redes sociales sobre los dramas que están actualmente al aire o que saldrán al aire próximamente. La serie obtuvo el puesto número 8 en la lista de dramas más comentados de la semana.
El 1 de junio de 2021, Good Data Corporation compartió su nueva clasificación de los dramas y miembros del elenco que generaron más revuelo durante la semana del 24 al 30 de mayo del mismo año. Las listas se compilaron a partir del análisis de artículos de noticias, publicaciones de blogs, comunidades en línea, videos y publicaciones en redes sociales sobre los dramas que están actualmente al aire o que saldrán al aire próximamente. La serie obtuvo el puesto número 10 en la lista de dramas más comentados de la semana.
El 8 de junio de 2021, Good Data Corporation compartió su nueva clasificación de los dramas y miembros del elenco que generaron más revuelo durante la primera semana de junio del mismo año. Las listas se compilaron a partir del análisis de artículos de noticias, publicaciones de blogs, comunidades en línea, videos y publicaciones en redes sociales sobre los dramas que están actualmente al aire o que saldrán al aire próximamente. La serie obtuvo el puesto número 9 en la lista de dramas más comentados de la semana.
El 16 de junio de 2021, Good Data Corporation compartió su nueva clasificación de los dramas y miembros del elenco que generaron más revuelo durante la semana de junio del mismo año. Las listas se compilaron a partir del análisis de artículos de noticias, publicaciones de blogs, comunidades en línea, videos y publicaciones en redes sociales sobre los dramas que están actualmente al aire o que saldrán al aire próximamente. La serie obtuvo el puesto número 10 en la lista de dramas más comentados de la semana.